# Віддалене читання
Віддалене читання, віддалене прочитання, також дистанційне читання — підхід в дослідженні літератури, при якому до літературних даних застосовуються обчислювальні методи. Зазвичай ці дані отримують з великих цифрових бібліотек, для вивчення у межах історії та теорії літератури. Цей термін є збірним і використовується для позначення низки різних обчислювальних методів аналізу літературних даних.

## Історія
Автором терміну вважають Франко Моретті, котрий ужив його 2000 р. у своїй статті «Припущення про всесвітню літературу». Моретті запропонував формат читання, що включав би твори поза усталеними літературними канонами, що їх він назвав «великим непрочитаним» [the great unread]. Запропонована ним новація — принаймні стосовно літературознавства — полягала у тому, що цей метод використовував вибірку, статистику, паратексти та інші особливості, які зазвичай не розглядалися у межах літературного аналізу. Моретті протиставив новий підхід теорії та методам уважного, «близького» читання [close reading]: «не йдеться про дуже уважне читання лише кількох текстів — цю направду секуляризовану теологію („канон“!), що поширився від веселого міста Нью Гевен на всю ділянку літературознавства».
Спершу Моретті планував застосувати віддалене читання для «другорядної» літератури як обхідний спосіб дізнатися більше про літературу першого ряду: «[історія літератури] стане „секонд-хендом“: мозаїкою досліджень інших за відсутності власне безпосереднього читання тексту». Лише згодом термін «віддалене читання» (завдяки Моретті та іншим науковцям) став ототожнюватися передовсім з обчислювальним аналізом першорядних літературних джерел.
Незважаючи на консенсус у питанні про походження віддаленого читання на початку ХХІ ст., Тед Андервуд виводив довшу генеалогію цього методу: «віддалене читання має цілком виразну генеалогію, яка простягається за багато десятиліть до появи інтернету — генеалогію, яка переважно і не стосується комп'ютерів». Андервуд підкреслив суспільно-науковий вимір у цій передісторії віддаленого читання, покликаючись на конкретні праці Раймонда Вільямса 1960-х рр. та Джаніс Радвей 1980-х рр.
Різноманітність у розумінні і представленні дефініцій, а також цілей віддаленого читання властива його поточному стану розвитку на початку ХХІ ст.; воно охоплює низку методів та підходів, а не представляє єдиний чи уніфікований літературознавчий метод.

## Принципи та практика
Один із ключових принципів віддаленого читання полягає в тому, що історію літератури та літературної критики можна описувати, не обов'язково вдаючись до уважного і послідовного прочитання окремих текстів, яке є фундаментальним для уважного читання.
Як правило, віддалене  читання передбачає масштабування, використання великих колекцій текстів. Однак деякі дослідники застосовували принципи відділеного читання у аналізі невеликої кількості текстів або навіть одного тексту. Віддалене читання поділяє властиве школі «Анналів» зосередження на аналізі багаторічних історій та тенденцій. Емпіричні підходи до літературознавства є іншою прикметою віддаленого читання, часто вони ґрунтуються на кількісних методах. Моретті описав концепцію «операціоналізації» як «абсолютно центральну для нового поля обчислювальної критики», яке включає і віддалене читання. Цей принцип, згідно Моретті, полягає у «побудові мосту від понять до вимірюваного, а відтак і до цього світу» і підкреслює головне — комбінацію зацікавлень емпіричного та кількісного дослідження. На практиці  у ХХІ ст. віддалене читання здійснюється за допомогою комп'ютерів (хоча Андервуд згадував і про видатних «не-комп'ютерних» попередників). Утім, деякі роботи, що поєднують масштабування і літературознавство, описують як «віддалене читання вручну».

## Критика віддаленого читання
Стенлі Фіш широко розглядав так звані «проблеми інтерпретації» в цифрових гуманітарних науках. Конкретний приклад, який він обрав для критики, пов'язаний із його враженням саме від методології віддаленого читання: «спочатку ви задаєте числа, а потім дивитеся, чи вони підкажуть інтерпретаційну гіпотезу. Цей метод, якщо його можна так назвати, продиктований спроможністю інструменту». У подібному стилі Стівен Марш наголошував на перспективах інтерпретації в межах обчислювального літературного аналізу. Його стаття розпочинається з провокації, «великі об'єми даних приходять на зміну вашим книжкам». Хоча спершу він і характеризує віддалене читання як «найперспективніший шлях, принаймні на перший погляд» низки  методів цифрових гуманітарних наук, однак водночас підсумовує, що узагальнення, які він бачить у цьому методі, є неефективними, коли «вони коректно застосовуються до літературних питань». Інші порції критики на адресу віддаленого читання надходили від теоретиків постколоніалізму. Ґаятрі Співак видалися непереконливими претензії відділеного читання на представлення перспектив «великого непрочитаного»; він цікавиться, «чи має нашою єдиною амбіцією бути створення авторитарних тотальних схем залежних від неперевірених тверджень невеликої групи людей, які вважаються „вродженими авторитетами“ [native informants]?». У свою чергу, Джонатан Арак поставив під сумнів «неоголошений імперіалізм англійської мови» у працях Моретті.

## Приклади
У статті «Стиль Inc. Роздуми про сім тисяч назв (британські романи, 1740—1850)» Франко Моретті використовує ранню методологію віддаленого читання для аналізу певних змін у назвах романів означеного періоду. За відсутності окремого корпусу текстів цих романів Моретті стверджує, що «назви є найкращим способом вийти за межі того одного відсотка романів, що утворюють канон, і скласти враження про літературну ділянку в цілому». У цій статті Моретті поєднує результати кількісного аналізу цих назв із контекстуальним знанням історії літератури, аби порушити питання про скорочення назв романів XVIII ст., про природу дуже коротких титулів романів та про співвідношення між назвами романів та особливостями їх жанру. Наприклад, він подає докази зменшення довжини назв із плином часу і пов'язує це явище зі зростанням ринку новел та поширенням періодичних видань, котрі регулярно публікували огляди романів.
У статті «Чому літературний час вимірюється хвилинами» Тед Андервуд запитує: «Чому короткі проміжки часу так важливі для нашої дисципліни? … Чому досвід, що вимірюється в секундах чи хвилинах більш доречний для літератури, ніж досвід, що вимірюється тижнями чи місяцями?». Андервуд доповнює теоретичні уявлення про ущільнення художнього часу підходами віддаленого читання, моделюючи середню тривалість часу, описану у фрагментах довжиною 250 слів з художніх творів, написаних упродовж трьох століть. Поєднавши кількісні висновки з уважним читанням, Андервуд завершує свою статтю роздумами щодо інтеграції кількісних методів у літературознавство. Він говорить про своє бачення «уважного читання та статистичних моделей не як конкуруючих епістемологій, а як взаємопов'язаних способів інтерпретації, які виграшні для різних масштабів аналізу».
У своїй роботі «Кількісна літературна історія 2958 британських романів ХІХ століття: метод семантичної групи» Райян Хойзер та Лонг Ле-Хак аналізують використання слів у своєму корпусі, для обґрунтування тези про «системну конкретизацію мови та принципову зміну соціальних просторів роману». Їхній аналіз демонструє зміну способу художнього представлення конкретних деталей упродовж ХІХ ст., очевидний перехід стилю розповіді роману «від розказування до показування» [from telling to showing]". Ці висновки суголосні багатьом літературно-критичним працями про зміну наративного стилю ХІХ ст. від реалізму до модернізму.
У своїй статті «Змалювання відсутності: архівна тиша, візуалізація даних та Джеймс Хемінгс» Лорен Ф. Кляйн застосовує методи комп'ютерної лінгвістики та візуалізації даних на матеріалі архіву рабства. Вона прагне представити приклади того, як віддалене читання може відкрити і освітлити «замовчуване, притаманне архіву американського рабства». Шукаючи архівні сліди Джеймса Хемінгса, поневоленого кухаря Томаса Джефферсона, Кляйн співставляє візуалізацію його присутності із власними діаграмами та таблицями Джефферсона, обговорюючи візуалізації даних, які стосуються конструкту раси.
Іншим прикладом використання віддаленого читання є COST-акція «Віддалене читання для європейської літературної історії» (2017—2021). Цей проєкт об'єднує дослідників з кількох десятків європейських інституцій, зацікавлених у побудові корпусу, кількісному аналізі тексту та європейській літературній історії. Він спрямований на створення мережі дослідників, яка спільно розробляє ресурси та методи віддаленого читання, необхідні для зміни способу написання європейської літературної історії. Завдання проєкту полягає також у скоординованому створенні багатомовної репрезентативної колекції текстів європейських літератур (European Literary Text Collection, ELTeC), що містить цифрові версії текстів романів різними європейськими мовами.

## Українська практика
Прикладом застосування віддаленого читання на матеріалі лиш одного тексту є стаття Дмитра Єсипенка про щоденник Тараса Шевченка: «Журнал» Тараса Шевченка: люди, цифри і сенси". У ній проаналізовано цілий корпус згадок Шевченком інших осіб під різним кутом огляду і в різних категоріях. Масштабування до десятків та сотень контактів, «віддалене прочитання» тексту «Журналу» виявляє повторювані елементи і тенденції, уточнює, доповнює знання про постать автора. Автор статті ілюструє та коментує статистичні показники, формулює та відповідає на низку дослідницьких питань: щодо кількості та місця записів, їх часової спрямованості, щодо особливостей співвідношення згадок чоловіків та жінок, лідерів за кількістю згадок та ін.
Підхід віддаленого читання поступово запроваджується у навчальні курси українських університетів (Тетяна Вірченко [Архівовано 15 березня 2022 у Wayback Machine.] у Київському університеті імені Бориса Грінченка, Олена Бетлій у Національному університеті «Києво-Могилянська академія»).